# 源政綱
源 政綱（みなもと の まさつな、生没年不詳）は、平安時代末期の武士・官人。丹後守源頼行の四男。後に伯父源頼政の養子となった。兄弟に宗頼、政光、仲時、兼綱、光賢、宜秋門院丹後らがあり、子に長政がある。『尊卑分脈』に記載される官位は従五位下、右馬助、皇嘉門院判官代。諱は正綱とも記される。
治承2年（1178年）10月の春日祭に五位の共人の一人として随行しており、この時「散位」で「前相模権守、皇嘉門院殿上人」であった（『玉葉』同年10月29日条）。同4年（1180年）4月の除目で左馬権助に任ぜられる（『吉記』同年4月1日条）。同年5月に源頼政が以仁王を奉じ反平家の兵を挙げたが、政綱と兄の宗頼はこれに加わらなかったとある（『玉葉』同年5月22日条）。

## 系譜
- 父：源頼行（?-1157）
- 母：不詳
- 養父：源頼政（1104-1180）
- 妻：不詳
  - 男子：源長政